# František Líbal
František Líbal (7. srpna 1896 Veselí nad Lužnicí – 20. června 1974 Praha) byl český akademický malíř, krajinář a portrétista.

## Život a dílo
František Líbal se narodil ve Veselí nad Lužnicí v rodině advokáta Quida Líbala. Po absolvování základní školní docházky pokračoval ve studiu na gymnáziu v Jindřichově Hradci. Gymnazijní studia dokončil roku 1916 v Třeboni. Již během středoškolského studia vášnivě propadl malbě a jeho další studium pokračovalo na pražské malířské akademii. V letech 1916-1920 studoval u profesorů Vlaho Bukovace a Maxmiliána Pirnera. Jeho závěrečnou prací byl cyklus více než 70 obrazů nazvaný "Vítr na blatech".
V roce 1921 odešel do Německa a pokračoval ve studiích v Mnichově, Drážďanech a Frankfurtu. Následně cestoval po Německu, Francii a Itálii, kde vytvořil mnoho pohledů na města. Během svého putování se věnoval i malbě velkých katedrál v Kolíně, Paříži, Benátkách, Miláně a dalších místech. Vznikl tak nádherný a velmi ceněný soubor katedrál. Protiváhou pak bylo zachycení čistě průmyslového prostředí plzeňské Škodovky.
Po návratu do vlasti, zajížděl zejména v zimě do Krkonoš, Tater, na Šumavu, Valašsko a do Beskyd. Často zajížděl i do rodných Jižních Čech, kde vznikl rozsáhlý soubor obrazů rybníků, blat a lesů. Od roku 1940 se usadil v Praze, kde namaloval cyklus pražských panoramat. V poválečném období byla jeho hlavním námětem jihočeská krajina, kterou maloval za svých letních pobytů v Třeboni. Další náměty načerpal i z cest do tehdejší Jugoslávie.
Vedle krajinomalby byla jeho druhou významnou oblastí činnosti tvorba portrétní. Vytvořil řadu portrétů, často jeho přátel z okruhu herců a zpěváků Národního divadla (Rudolf Deyl, st., Stanislav Muž a další).
Jen výjimečně se věnoval jiným oblastem výtvarného umění (zátiší, akt).
Typickou technikou Franty Líbala byl olej na plátně nebo kartonu (jen zcela výjimečně na dřevě), kdy často používal k nanášení barev špachtle místo štětce. Méně častý je akvarel, nebo skici tužkou, případně uhlem na papíře. Od řady jeho krajinářských námětů, které považoval za nejzajímavější, existují tři provedení, lišící se formátem. Nejmenší skici, formátu 19x24 až 42x60 cm, tvořil přímo v plenéru, ale již olejem na karton. Větší studie, obvykle formátu 65x80 cm, tvořil v průběhu letních pobytů ve svém třeboňském ateliéru opět olejem na karton, nebo plátno. Konečnou podobu olejomalby na plátně dával svým tzv. "metrovým" obrazům (formát 80x100 cm), případně i mnohonásobně větším (panorámata Prahy) často až po několikaletém odstupu ve svém pražském ateliéru.
Kromě Čech vystavoval v cizině, zejména pak v Rakousku, Skandinávii, Německu a Francii.
Největší a nejreprezentativnější sbírku cca tří set děl Franty Líbala, ze všech období jeho činnosti, vlastní město Třeboň. Naprostou většinu těchto děl daroval umělec Třeboni ještě za svého života.

## Samostatné výstavy (výběr)
- 1922 Frankfurt nad Mohanem
- 1924 Hradec Králové, Pardubice
- 1926 Pardubice (s Lad. Pejchlem a L. Pejchlovou-Milotovou)
- 1929 Bechyně (s akad. sochařem A. Bučánkem)
- 1928 Bechyně
- 1946 Veselí nad Lužnicí
- 1950 Praha, Karlovy Vary, Třeboň
- 1951 Galerie Práce Praha
- 1955 Krajská galerie umění v Karlových Varech
- 1957 Galerie čs. fondu výtvarných umění Praha
- 1957 Soběslav
- 1959 Třeboň
- 1961 Soběslav, Jindřichův Hradec, Třeboň, Č. Krumlov
- 1962 Aš
- 1963 Muzeum v Kutné Hoře
- 1964 Liberec
- 1964 Hrad Bítov, Tábor, Soběslav
- 1965 Aš
- 1968 Strakonice
- 1976 Strakonice, Třeboň
- 1979 Osvětová beseda Třeboň
- 1985 Veselí nad Lužnicí
- 1986 Třeboň
- 1989 Lišov
- 1994 Zámecká galerie Třeboň
- 1995 Husitské muzeum - Weisův dům, Veselí n. L.
- 2004 Galerie Carpio Třeboň, František Líbal v třeboňské krajině
- 2012 Galerie Inspirace, Jindřichův Hradec, František Líbal - malíř Jižních Čech
- 2016 Blatské muzeum Veselí n. L., František Líbal 1896-1974[5]
- 2016 Třeboň, František Líbal známý i neznámý[6]
- 2018 Galerie Wolfstein, Freyung, Německo, František Líbal - impressionen einer landschaft
- 2019 Galerie Ludvíka Kuby Poděbrady. František Líbal / Tlumená imprese[7]
- 2022 Obrazárna Špejchar Želeč. František Líbal: Oblaka něžného hněvu

## Zastoupení ve sbírkách
- Národní galerie v Praze
- Moravská galerie v Brně (2 obrazy on line)
- Galerie hlavního města Prahy (6 obrazů on line)
- Alšova Jihočeská Galerie v Hluboké nad Vltavou[8]
- Blatské muzeum v Soběslavi a Veselí n. L.
- Husitské muzeum v Táboře
- Muzeum Jindřichohradecka (obrazová galerie)
- Lázně Poděbrady
- Město Třeboň
- Gymnázium Třeboň
- Severočeská galerie výtvarného umění v Litoměřicích[8]
- Muzeum umění Olomouc[8]
- Galerie umění Karlovy Vary[8]
- Galerie České spořitelny (obraz on line Archivováno 18. 7. 2020 na Wayback Machine.)
- Galerie Kooperativy (obrazy on line Archivováno 18. 7. 2020 na Wayback Machine.)
- České přístavy a.s.

## Galerie

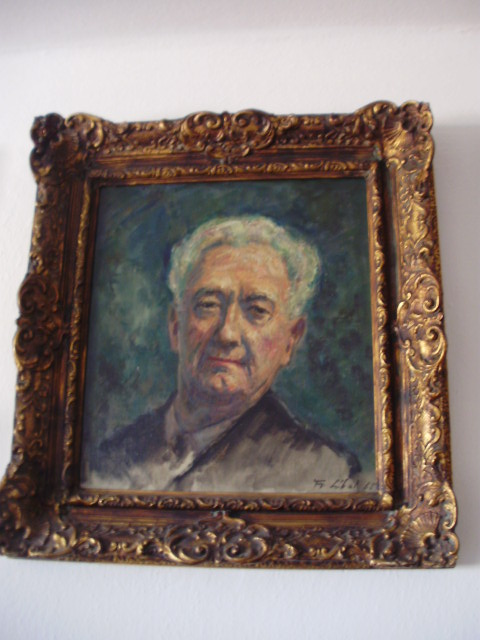
Autoportrét
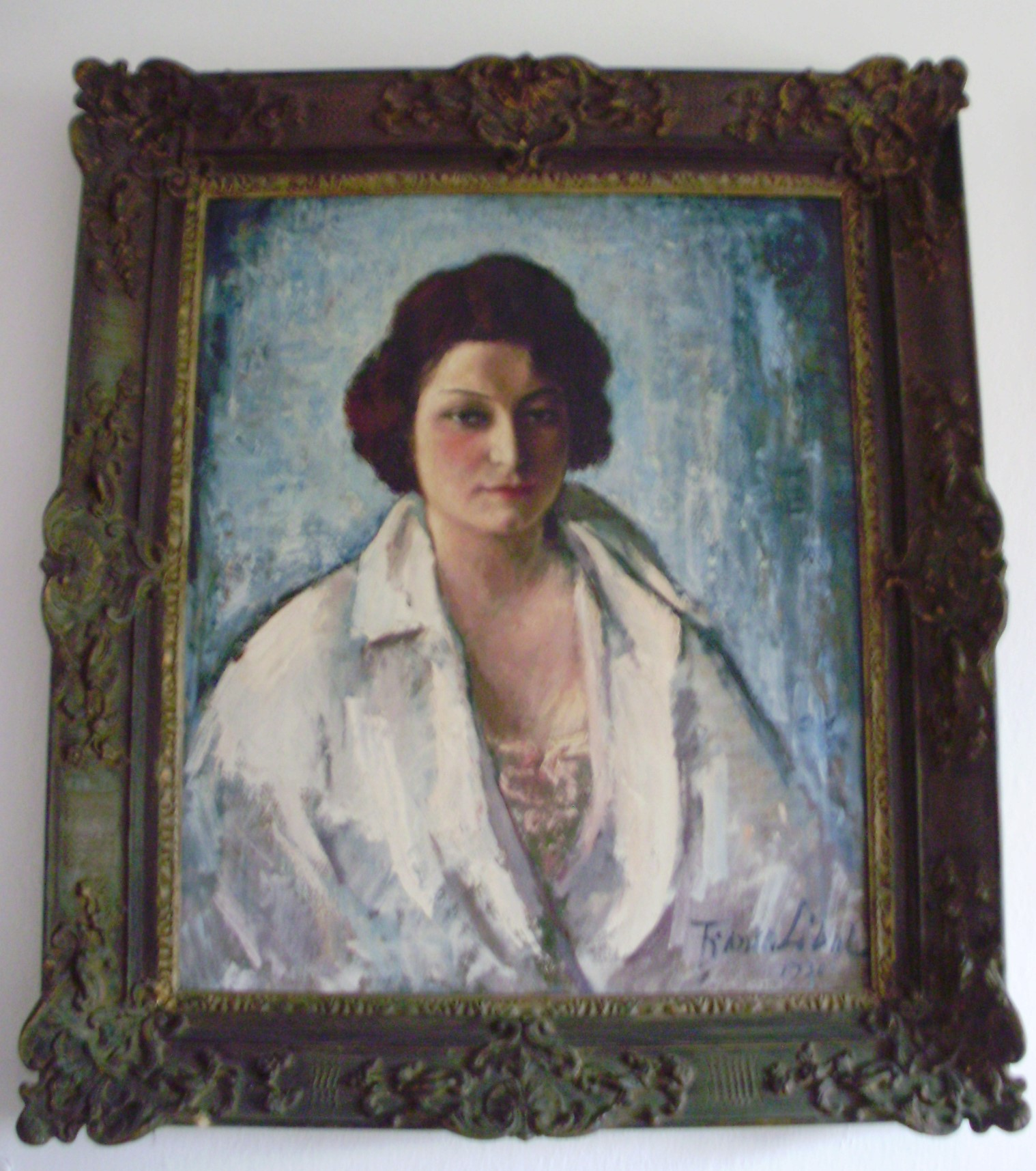
Portrét umělcovy manželky